# Ле-Блан (округ)
Округ Ле-Блан (фр. Arrondissement du Blanc) — округ у Франції, в департаменті Ендр. 2023 року округ об'єднував 57 муніципалітетів, населення становило 30 649 осіб.
Адміністративний центр (супрефектура) — Ле-Блан.

## Муніципалітети
Список муніципалітетів округу та їхні коди INSEE:
1. Азе-ле-Феррон (36010)
2. Белабр (36016)
3. Больє (36015)
4. Бонней (36020)
5. Вігу (36239)
6. Вільє (36246)
7. Дуадік (36066)
8. Дюне (36067)
9. Енгранд (36087)
10. Конкрем'є (36058)
11. Ла-Перуй (36157)
12. Ла-Шатр-Ланглен (36047)
13. Ле-Блан (36018)
14. Ленже (36096)
15. Ліньяк (36094)
16. Люзре (36106)
17. Люре (36104)
18. Люрей (36105)
19. Мартізе (36113)
20. Мезьєр-ан-Бренн (36123)
21. Мериньї (36119)
22. Міньє (36124)
23. Мов'єр (36114)
24. Муе (36134)
25. Неон-сюр-Крез (36137)
26. Нюре-ле-Феррон (36144)
27. Обтерр (36145)
28. Парнак (36150)
29. Польне (36153)
30. Преї-ла-Віль (36167)
31. Приссак (36168)
32. Пуліньї-Сен-П'єрр (36165)
33. Риваренн (36172)
34. Роне (36173)
35. Руссін (36174)
36. Рюффек-ле-Шато (36176)
37. Сасьєрж-Сен-Мартен (36177)
38. Сен-Бенуа-дю-Со (36182)
39. Сен-Готьє (36192)
40. Сен-Жиль (36196)
41. Сен-Ілер-сюр-Бенез (36197)
42. Сен-Мішель-ан-Бренн (36204)
43. Сен-Сівран (36187)
44. Сент-Еньї (36178)
45. Сент-Жемм (36193)
46. Сірон (36053)
47. Созель (36213)
48. Сольне (36212)
49. Тене (36220)
50. Тії (36223)
51. Турнон-Сен-Мартен (36224)
52. Ульш (36148)
53. Фонтгомбо (36076)
54. Шазле (36049)
55. Шале (36036)
56. Шаяк (36035)
57. Шитре (36051)